# Athyrium macraei
Athyrium macraei là một loài dương xỉ trong họ Athyriaceae. Loài này được Copel. mô tả khoa học đầu tiên.